# 吳卓蔚
吳卓蔚（1997年3月19日—）是一名香港足球運動員，司職守門員，現效力於日本東北女子足球聯賽第2級球隊岩手斑馬。她也是一名五人足球運動員，並代表香港參加國際足球和五人足球比賽。

## 球會生涯
2017年，吳卓蔚 (Ng Cheuk Wai) 效力於香港女子聯賽愉園體育會。
2020年，吳卓蔚加盟台灣木蘭足球聯賽球隊台中藍鯨隊。 
2022年，吳卓蔚簽約球隊桃園戰神，征戰台灣木蘭足球聯賽。  
2023年5月，吳卓蔚參加日本東北女子足球聯賽(第2級)岩手斑馬女子隊。   
2024年11月，吳卓蔚於日本女子聯賽休季期間，回流香港加盟和富社企。

## 香港隊生涯
吳卓蔚 曾代表香港參加足球和五人制足球比賽。她代表香港參加2013年亞足聯U-16女足錦標賽預選賽、2015年亞足聯U-19女足錦標賽預選賽、兩屆歐洲足聯預選賽足聯E-1足球錦標賽（2017年和2019年）、2018年亞足聯女子亞洲杯預選賽、2018年亞運會和2020年亞足聯女子奧運會預選賽。   
五人足球方面，吳卓蔚代表香港參加了兩屆亞足聯舉辦亞洲盃女子五人足球賽 (2015年和2018年）。

## 其他
- 香港女子国际足球运动员名单